# Jaka Klobučar
Jaka Klobučar, slovenski košarkar, 198 cm, * 19. avgust 1987, Novo mesto, Slovenija
Jaka je levoroki visoki branilec, ki ga trenerji vztrajno selijo na mesto organizatorja igre. Znan je po svoji prodornosti in metu za tri točke.

## Klubska kariera
Rodil se je v Novem mestu, kjer je tudi začel športno kariero v KK Krka Novo mesto. Tam je igral v ekipi, ki je osvojila pionirski in kadetski naslov, ravno po izpadu iz tako imenovane jadranske lige, takrat še Goodyear lige je dobil priložnost prvič zaigrati v članski ekipi.
V sezoni 2004/05 je nosil dres s številko 14 in v njem povprečno dosegel 4.1 točke in 1.1 skoka. Potem je dobil mamljivo ponudbo iz ljubljanskega Geoplina Slovana ter podpisal pogodbo za 5 let. Ravno z rednim igranjem pri Slovanu se je prekalil iz mladostnika v člana in postal eden izmed boljših igralcev v Sloveniji. V članskem dresu Slovana je dosegel povprečno 7.6 točke in 1.6 skoka. Poleg tega pa je z mladinci Slovana osvojil naslov državnega prvaka in to v dvorani Leona Štuklja, kjer je Jaka kariero začel. Poleg zmage nad Krko, v kateri je začel svojo kariero, pa je bil izbran tudi za MVP-ja finala ter v idealno peterko.
Naslednjo sezono je v Slovanu igral vidnejšo vlogo in imel 10.6 točk povprečja in 2.8 skokov. To poletje mu bo ostalo za vse življenje v spominu. Bil je član reprezentance kjer je dosegel 2 točki in kapetan mlajše reprezentance s katero mu žal ni uspelo priti med 4 najboljše.
Letošnjo sezono je sledil manjši padec, tudi poškodba ko je na tekmi proti Krki svojega najboljšega kolega iz mladinskih let Bojana Krivca blokiral in ob tem udaril v tablo. Vseeno dosega povprečno 12.5 točke in 3.1 skoka. S svojim Slovanom je izpadel iz NLB lige in veliko možnosti je da naslednjo sezono nadaljuje prav doma, v Novem mestu.
Sezono 2008/09 je odigral pri Union Olimpiji, s katero je tudi osvojil naslov državnega in pokalnega prvaka Slovenije. Njegove dobre igre je opazil srbski Partizan, ki je v takratnem obdobju novačil talente iz vse Evrope, vendar pa strokovnjake ni prepričal, zato se je vrnil v Union Olimpijo. Po epizodi v drugi italijanski ligi (Ostunu Basket) se je v vrnil v Krko, postal državni prvak in MVP finalne serije. Sezono 2014/2015 odigra za nemški ULM v prvi nemški ligi. Za sezono 2015/2016 je podpisal pogodbo s turškim Istanbulom BB, kjer bo zamenjal svojega rojaka Saša Vujačiča.

## Spor s Partizanom
Jaka Klobučar je s srbskim Partizanom podpisal pogodbo, ki pa je klub ni spoštoval. Ker spora pogodbeni stranki nista mogli rešiti sporazumno, je odvetnik Jake Klobučarja Blaž Bolčar predal zadevo tribunalu za reševanje sporov v košarki, t. i. BAT - Basketball Arbitral Tribunal. Tribunal je 12. junija 2014 podal naslednje sklepe:
- Klub mora plačati 120.000,00 evrov neto za neplačane plače z zamudnimi obresti v višini 5% letno (od 8. decembra 2013).
- Klub mora plačati 5.580,00 evrov za povračilo stroškov arbitraže.
- Klub mora plačati 6.000,00 prispevka za igralčeve stroške pravdanja.
- Ostale zahteve po povračilu stroškov so zavrnjene.

Postopek je vodil gospod Klaus Reichert, SC.

## Državna reprezentanca
V reprezentanci mlajših članov je tisto poletje sodeloval na EP za mlade v Turčiji, osvojil tretje mesto, v eni odločilnih tekem je dosegel kar 44 točk in 11 skokov. Na EP 2009, na Poljskem, je bil izbran v slovensko reprezentanco s strani trenerja Jureta Zdovca, ki ga trenira tudi pri Olimpiji. Klobučar je sicer v reprezentanco prišel kot zadnji, dvanajsti član, po poškodbi Bena Udriha in je tudi prevzel njegov reprezentančni dres, s številko 9. Na tem EP se je tudi vpisal med strelce, Slovenija pa je prišla do zgodovinskega uspeha, saj se je uvrstila v polfinale, kjer je potem izgubila s Srbijo, v boju za tretje mesto pa z Grčijo in je nato osvojila 4. mesto. Do leta tedaj je bila najboljša uvrstitev reprezentance 6. mesto na EP 2005, v Beogradu. Jure Zdovc ga je uvrstil na seznam potnikov za EP2015, kjer od njega podobno kot leta 2009 na Poljskem pričakuje dobre igre na mestu organizatorja igre.

## Osebno
Konec leta 2014 se je poročil, leta 2015 pa se mu je rodil prvi sin Jaša.